# Vasco Fernandes Lucena
Vasco Fernandes Lucena nasceu em data desconhecida na vila de Lucena (Espanha), na Andaluzia, reino de Castela, possivelmente descendente de judeus conversos, embora seja difícil ter certezas em matéria sobre a qual escasseiam documentos. Faleceu em (ou depois de) 1499.
Migrou para Portugal durante o reino do rei Duarte I de Portugal, entre os anos de 1433 e 1434. Doutor em Leis, participou do Concílio de Basileia em 1435. A 20 de agosto de 1438 o rei D. Duarte doou a Violante de Alvim, donzela da Casa Real, e ao Dr. Vasco Fernandes, desembargador régio, 1.500 coroas de bom ouro e cunho do rei de França, por seu casamento, recebendo enquanto não lhe fossem pagas uma tença de 15.000 reais de prata a partir de Janeiro de 1439. Por suas habilidades diplomáticas, foi enviado em diversas missões pelo rei Duarte e como emissário pelo infante Dom Pedro, com destaque para as reuniões com o Papa Eugénio IV. Manteve-se ao lado do rei na Batalha de Alfarrobeira, ao contrário de seu irmão, conhecido como Mestre Rodrigo, físico-mor do rei João II.
D. João II elevou-o ao cargo de Chanceler da Casa do Cível, sendo dele a oração de abertura das cortes de Évora de 1481-82, na qual enunciou  os argumentos favoráveis à supremacia do poder real, que foi aspecto marcante do reinado de D. João II, com frases como "quem obedece verdadeiramente a seu Rei faz cousa digna de sua honra". Passou depois a ocupar o cargo de desembargador dos Agravos da Casa do Cível de Lisboa. Como desembargador da coroa, fez parte do júri do tribunal que condenou à morte, em 1483, D. Fernando II, Duque de Bragança.
Vasco Fernandes Lucena terá falecido perto dos 100 anos, e casou duas vezes. A primeira vez, em 1438, com a já referida D. Violante Alvim (nascida cerca de 1409 e filha de João Lopes de Azevedo, 2.º senhor de São João de Rei), com geração. A segunda vez com D. Branca D'Eça (filha do 3.º casamento de D. Fernando de Eça), sem descendentes.
Foi pai de (entre outros filhos e filhas):
- Gonçalo Vaz de Azevedo, senhor de Ponte de Sor,[1] (senhorio que depois passaria para seus descendentes, os Meneses da casa da Flor da Murta)[1]
- Fernão Vasques de Lucena, o moço, do Conselho dos Reis Católicos, e ascendente (provavelmente, pela cronologia, trisavô) de outro Vasco Fernandes de Lucena.[6][7]